# فرس البحر
فَرَسُ البَحْرِ أو حِصَانُ البَحْرِ (الاسم العلمي: Hippocampus) (بالإنجليزية: Seahorse) هو جنس من الأسماك يتبع فصيلة زمارات البحر من رتبة زماريات البحر. يوجد أكثر من 32 نوعاً معروفاً من أفراس البحر، التي تتواجد غالباً في المياه الاستوائية والمتوسطة الضحلة. تفضل أفراس البحر العيش في المناطق المحمية من البحار، كأرياف حشائش البحر، الشعاب المرجانية، وأشجار المنغروف. تكون أفراس البحر أقاليم خاصة بها، بحيث يعيش الذكر في متر مربع واحد فقط من منطقته، بينما تتوزع الإناث على مدى أكبر منه بمائة مرة تقريباً. يتلون فرس البحر باللون الرمادي أو البني القاتم، الذي يندمج مع لون الحشائش البحرية، لكنه يتغير في اللون خلال المناسبات الاجتماعية أو أثناء وجود محيط غريب في بيئته إلى ألوان براقة. تعد العديد من أنواع أفراس البحر من الحيوانات المهددة بالانقراض من قبل "CITES". والذكر هو الذي يحمل الصغار وليس الأنثى فالذكر يحمل كيسا بالقرب من بطنه وتلقي الأنثى البيوض داخل الكيس فتتم عملية الإخصاب داخل جسم الذكر.

## المواصفات

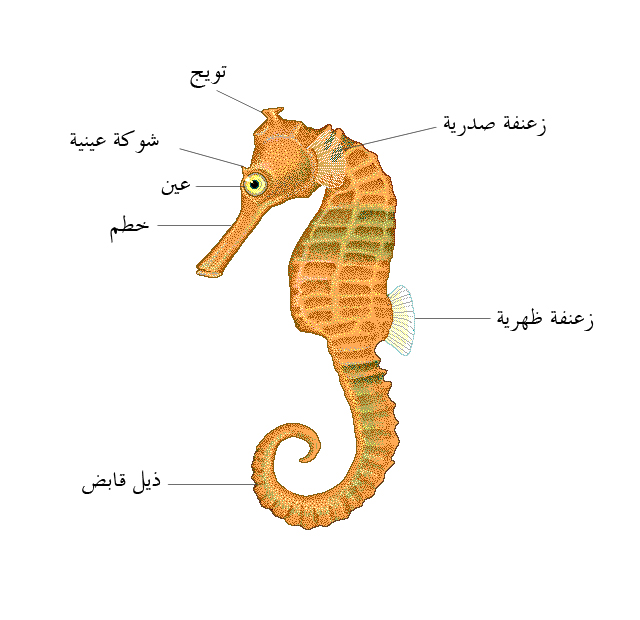
تشريح فرس البحر

سمي فرس البحر بهذا الاسم نظراً لشكله المميز الشبيه بالحصان. تفتقر أفراس البحر لوجود القشور كما في معظم الأسماك، غير أنها مغطاة بجلد سميك ممتدة على سلسلة من الصفائح العظمية المرتبة على هيئة حلقات في أجسامها، ولكل نوع عدد معين ومميز من الحلقات. يسبح هذا الحيوان بشكل عمودي، على عكس باقي الأسماك التي تنتمي لنفس الفصيلة والتي تسبح بشكل أفقي. لكل فرس بحر تاج مميز على رأسه، يميزه عن غيره، كالبصمات عند الإنسان.
يستخدم فرس البحر زعنفته الظهرية للسباحة، حيث يقوم برفرفتها بشكل سريع، بالإضافة إلى الزعنفة الصدرية الموجودة خلف العينين للتوجيه، لكنه، كحيوان سابح، يواجه صعوبة نسبية في السباحة. نظراً لذلك، يقضي فرس البحر معظم أوقاته مستريحاً عند الحشائش البحرية والشعاب المرجانية، متمسكاً بشيء صلب وجامد بواسطة ذيله القابض.
لأفراس البحر أيضاً خطم طويل مكون من فكين مطولين، يستخدم في شفط الغذاء، وعينان تتحركان بصورة مستقلة عن بعضهما، كعينا الحرباء؛ بحيث يستطيع تحريك عينيه في اتجاهات متضادة. يتغذى فرس البحر على الروبيان الصغير الحجم، الأسماك الصغيرة والعوالق.
يمكن التمييز بين الإناث والذكور عن طريق الشكل، حيث تظهر خاصية ازدواج الشكل. عند الإناث، يجتمع البطن بالذيل بزاوية حادة، وتكون الزعنفة الشرجية أكبر حجماً بشكل طفيف وأعلى من الذكور. للذكور محضنة جيبية تحت الزعنفة الشرجية، تكون مستدقة إن كانت فارغة، ومنتفخة الشكل إن كانت ممتلئة.

## التسمية العلمية
استنبطت التسمية العلمية "Hippocampus" من الكلمتين الإغريقيتين "Hippos" والتي تعني حصان، و"Kampos" التي تعني وحش البحر.

## التطور والسجل الأحفوري
تشير الدلائل التشريحية، المدعمة بالدلائل الجينية والجزيئية، إلى أن أفراس البحر هي كائنات شديدة التحور عن الأسماك الأنبوبية، لكن السجل الأحفوري لأفراس البحر يعاني من النقص. أكثر الأحافير المدروسة والمعروفة وجدت في تكوين ماريشيا النهري في منطقة ريميني في إيطاليا، والتي تعود إلى أواخر عصر البليوسين، أي منذ حوالي 3 ملايين سنة. أكثر أحافير أفراس النهر المعروفة قدماً وجدت في سلوفينيا، وهي تعود لحوالي 13 مليون سنة.

## أنواع فرس البحر
- فرس البحر الأغبس
- فرس البحر الباتاغوني
- فرس البحر الباسيفيكي
- فرس البحر البربوري
- فرس البحر البونتوهي
- فرس البحر الجزائري
- فرس البحر الجياكاري
- فرس البحر الدينيزي
- فرس البحر الرفيع
- فرس البحر الزرافي
- فرس البحر الساتومي
- فرس البحر الشوكي
- فرس البحر الصغير
- فرس البحر العالي
- فرس البحر الغرب أسترالي
- فرس البحر الفيشري
- فرس البحر القائم
- فرس البحر القزم
- فرس البحر القطيري
- فرس البحر الكبير
- فرس البحر الكولماني
- فرس البحر الكوينسلاندي
- فرس البحر المتناقض
- فرس البحر المجنح
- فرس البحر المخطط
- فرس البحر المشوك
- فرس البحر المصري
- فرس البحر المكلل
- فرس البحر المنقط
- فرس البحر النيوكاليدوني
- فرس البحر الوالياني
- فرس البحر الوايتي
- فرس البحر الياباني
- فرس البحر ثلاثي البقع
- فرس البحر ذيل النمر
- فرس البحر رأس الرجاء
- فرس البحر طويل الخطم
- فرس البحر قصير الخطم
- فرس البحر قصير الرأس
- فرس البحر كبير البطن
- فرس البحر كبير الرأس
- فرس البحر متعدد الأشواك
- فرس البحر مونتي بيلو
- فرس البحر نصف شوكي

## فرس البحر كحيوان أليف
بالرغم من شيوع اقتناء أفراس البحر كحيوان أليف، فإن أفراس البحر المأخوذة من البرية عادة ما يصعب الاحتفاظ بها وتتطلب وجود عوامل خاصة، فالكثير منها لا تتغذى إلا بفرائس حية، كأنواع معينة من القشريات، وتكون عرضة للإجهاد والإرهاق، مما يقلل من كفاءة الجهاز المناعي، فتكون أكثر عرضة للإصابة بالأمراض.
لكن، شاعت عملية التناسل في الأسر لأفراس البحر، والتي تنتج كائنات أكثر قدرة على العيش في الأسر، وأقل عرضة للإصابة بالأمراض. كذلك، تتغذى هذه الحيوانات على الأطعمة المعلبة والمغلفة، كالقشريات التي تباع في محلات بيع الأحواض المائية، ولا تعاني من الصدمات والإجهاد الناجم عن نقلها من بيئة طبيعية في البرية إلى بيئة حوض مائي. بالرغم من أن أفراس البحر المولودة في الأسر أكثر غلاءً، إلا أنها أكثر قدرة على العيش والاستمرار، ويقل التأثير السلبي على نسبة وجودها في الطبيعة.
يفضل الاحتفاظ بأفراس البحر في حوض مائي خاص بهم، أو اختيار «رفقاء» مناسبين، حيث أن فرس البحر حيوان بطيء أثناء التغذية، فإن كان الحوض يحتوي على متغذيات سريعة وعنيفة، تقل فرصه للحصول على كمية مناسبة من الطعام. لهذا السبب، يتطلب الأمر عناية خاصة بحيث يتم التأكد من حصول جميع الكائنات الموجودة في الحوض على كميات مناسبة من الطعام أثناء فترات التغذية.
يمكن لفرس البحر العيش مع حيوانات معينة، كبعض أنواع الروبيان والمتغذيات القاعية، والأسماك المنتمية لفصيلة الغوبي. هناك بعض الحيوانات التي تشكل تهديداً لهذه السابحات البطيئة، كالأخطبوط والحبار وشقائق النعمان والإنقليس.